# Самуил, Александр Григорьевич
Александр Григорьевич Самуил (в Молдавии и Украине известен как Александру Самоилэ, рум. Alexandru Samoilă; род. 30 октября 1950, Томск, СССР) — советский и молдавский дирижёр, Народный артист Молдавской ССР (1988).

## Биография

### Образование
Александр Самуил закончил Санкт-Петербургскую Государственную Консерваторию им. Н. А. Римского-Корсакова у профессоров В.Столлера и Арвида Янсонса и Уральскую Государственную консерваторию им. М. П. Мусоргского (класс профессора М. И. Павермана).

### Карьера
С 1981 по 2003 Александр Самуил являлся главным дирижёром и художественным руководителем Национальной Оперы республики Молдова. Сотрудничает с такими прославленными коллективами, как Российский Национальный Оркестр, Большой симфонический оркестр имени П. И. Чайковского, оркестр Санкт-Петербургской Филармонии, New Philharmonie Tokyo (Япония), с оркестром Румынского Национального Радио (г. Бухарест), дирижировал в Большом театре России, Московском театре Новая Опера имени Е. В. Колобова, Московском музыкальном театре им. Станиславского и Немировича-Данченко, оперных театрах Минска, Киева, Львова, Казани, Самары, Челябинска, Уфы, Екатеринбурга, в Михайловском Театре в Санкт-Петербурге и др.
Александр Самуил осуществил более 100 оперных и балетных постановок в театрах страны и за рубежом, дирижировал в Англии, Испании, Португалии, Шотландии, Исландии, Японии, Венгрии, Болгарии, Бельгии, Голландии, Турции, Ирландии, Италии и Румынии. С 1988 года Александр Самуил активно сотрудничает с Национальной Оперой Румынии, где за эти годы поставил ряд значительных оперных спектаклей. Одновременно с 1990 года он главный дирижёр и артистический директор Государственной Оперы г. Измира (Турция) и также регулярно дирижирует оркестрами оперных театров Анкары, Стамбула, Мерсина, Анталии, он постоянный участник международного оперного фестиваля Aspendos.
После успешного исполнения «Аиды» Верди в Лондонском Royal Albert Hall в 1996 году, он каждый сезон дирижирует в Лондоне и в других оперных театрах Англии, Ирландии и Шотландии («Норма» Беллини, «Набукко» и «Травиата» Верди, «Кармен» Бизе, «Тоска», «Богема», «Мадам Баттерфляй», «Турандот» Пуччини, «Летучая мышь» И. Штрауса и др.).
С 2009 по 2019 годы Александр Самуил является главным дирижёром Одесского Национального Академического театра оперы и балета.
С 2019 года по 2021 — главный дирижёр Московского театра «Новая Опера» имени Е. В. Колобова.
С 2021 года — дирижёр Московского театра «Новая Опера» имени Е. В. Колобова.
Дочери — Татьяна Самуил, скрипачка и Анна Самуил, оперная певица.

## Награды и премии
- 1983 — Заслуженный артист Молдавской ССР
- 1986 — Почётная медаль международного конкурса «Мадам Баттерфляй» (Токио, Япония)
- 1987 — Орден «Знак Почёта»
- 1988 — Народный артист Молдавской ССР
- 1990 — Лауреат Государственной Премии Молдавской ССР
- 1996 — Кавалер Ордена Республики Молдова
- 2001 — Лауреат премии международного Фонда Ирины Архиповой (золотая медаль)
- 2019 — Лауреат Премии «Лучший иностранный оперный дирижёр»—Оперная ассоциация Турции«Semiha Berskoy Opera Vakfì»
- 2021 — Академик Академии Наук Молдовы